# 바나나보트

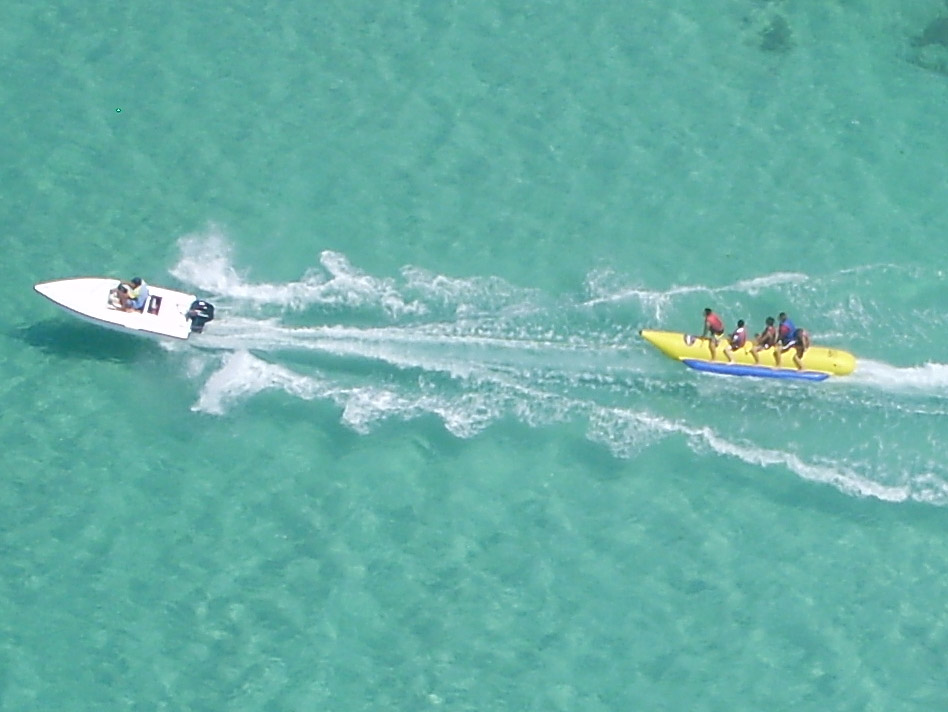
쿠바 바라데로의 바나나 보트.

바나나보트(banana boat)는 기분 전환의 목적으로 탈 수 있는 바나나 모양의 큰 보트를 일컫는다. 기동력이 없으며 예인이 가능한 공기 주입식 보트이다. 바나나보트는 파도가 심하게 치면 전복되면서 이를 토대로 사고를 당할수도 있게 된다. 실제로 2015년에 말레이시아에서 70대 한국인 관광객이 바나나보트를 사용하다 숨진 사례가 있었던 것으로 보인다.